# واکنش‌ها به تظاهرات ۱۳۹۶ ایران
در پی تظاهرات سراسری در شهرهای مختلف ایران در دی ماه ۱۳۹۶، مقامات و افراد سرشناس ایران و جهان به این رویداد واکنش نشان دادند.

## واکنش‌های داخلی
حامیان دولت کنونی حسن روحانی از دست داشتن محمود احمدی‌نژاد، رئیس‌جمهوری پیشین و حامیان او در سازماندهی این راهپیمایی‌ها می‌گویند. سپاه پاسداران ایران نیز نسبت به «فتنهٔ جدید» هشدار داد. برخی برگزاری تجمعات مشهد و کرمانشاه را برنامه‌ای از سوی مخالفان حسن روحانی و به‌طور مشخص سپاه می‌دانند. اما معتقدند اکنون کنترل این تجمع‌ها که قرار بود صرفاً محدود به طرح شعارهایی علیه حسن روحانی، رئیس‌جمهوری این کشور باشد از دست طراحان آن خارج شده و به فرصتی تبدیل شده‌است تا مردم از آن برای طرح مشکلات عمدهٔ خود از جمله مشکلات اقتصادی استفاده کنند.

### رهبری
علی خامنه‌ای در نشست هفتگی‌اش با خانوادهٔ شهیدان در ۱۲ دی، در نخستین واکنش به این اعتراضات گفت «در قضایای چند روز اخیر، دشمنان ایران با ابزارهای گوناگونِ در اختیارشان از جمله پول، سلاح، سیاست و دستگاه امنیتی هم‌پیمان شدند تا برای نظام اسلامی مشکل ایجاد کنند.» و افزود «من در خصوص این قضایا حرف‌هایی دارم و در وقت آن با مردم عزیزمان سخن خواهم گفت.»

### دولت
اسحاق جهانگیری، معاون اول رئیس‌جمهور ایران، در یک سخنرانی در ۸ دی ۱۳۹۶ گفت: «شاخص‌های اقتصادی کشور در وضعیت مناسبی است؛ ولی چند کالا گران شده‌است که دلایل خود را دارد و دولت هم مکلف است قیمت آن‌ها را اصلاح کند اما مسائل اقتصادی بهانه برخی مسائل شده‌است. در پشت پرده، مسائل دیگری مطرح است. کسانی که بانی برخی اقدامات علیه دولت شده‌اند، بدانند دود اقدامات آن‌ها به چشم خودشان می‌رود. وقتی حرکت سیاسی در خیابان شروع می‌شود، دیگران بر آن سوار می‌شوند و کسانی که آن حرکت را شروع کرده‌اند، پایان‌دهندهٔ آن نیستند».
حسام‌الدین آشنا، مشاور حسن روحانی، اعتراضات را به محمود احمدی‌نژاد و مشکلات دوران او وابسته است و گفت: «با توجه به مجموع عملکرد سیاسی و اداری آقای احمدی‌نژاد، مواضع فعلی و نقش مؤثر جریان پشت‌پرده و حامی او در حوادث جاری می‌توان گفت که آتش فتنه‌های احمدی‌نژاد تا مدت‌ها دامن‌گیر نظام خواهد بود.»
بهرام قاسمی سخنگوی وزارت امور خارجهٔ ایران در ۹ دی ۱۳۹۶ دربارهٔ واکنش دونالد ترامپ به این اعتراضات گفت که «مردم رشید ایران وقعی به شعارهای فرصت طلبانه و ریاکارانه مقامات آمریکا نمی‌گذارند.» و تأکید کرد که «قانون اساسی جمهوری اسلامی ایران ساختارهای دموکراتیک را برای حمایت قانونی از خواسته‌های مدنی مردم پیش‌بینی کرده‌است و امکان پیگیری این خواسته‌ها در چارچوب قانون کاملاً امکان‌پذیر است.» همچنین گفت که حمایت فرصت‌طلبانه و فریبکارانه همین مقامات از برخی تجمعات در روزهای اخیر در برخی از شهرهای ایران را چیزی جز نیرنگ و ریاکاری دولت آمریکا نمی‌دانند.
حسن روحانی، رئیس‌جمهور ایران در ۱۰ دی ۱۳۹۶ هم‌زمان با تبریک گفتن آغاز سال نو میلادی ۲۰۱۸ گفت: «زمینه را برای انتقاد و اعتراض قانونی مردم، حتی راهپیمایی و اجتماع قانونمند فراهم کنند» «این نکته باید برای همه روشن باشد که ما ملت آزادی هستیم و طبق قانون اساسی و حقوق شهروندی، مردم در بیان انتقادات و حتی اعتراض‌شان کاملاً آزاد هستند.» «ریشه برخی از مشکلات اقتصادی مردم به سال‌های قبل برمی‌گردد و برخی دیگر هم به همین ایام مربوط می‌شود» «اما نقد مردم فقط به اقتصاد نیست، مردم راجع به فساد اقتصادی و شفافیت حرف دارند و می‌گویند مسایل باید شفاف باشد.»

### نیروهای نظامی و انتظامی

#### سپاه پاسداران انقلاب اسلامی
همچنین با وجود دستگیری برخی از معترضان بدست پلیس و سپاه پاسداران، سپاه پاسداران و داوطلبان بسیج (موسوم به لباس شخصی) در جهت مقابله با تظاهرات‌ها حضور علنی داشته‌اند.
سپاه پاسداران انقلاب اسلامی در بیانیهٔ ۸ دی ۱۳۹۶ خود بیان داشت: «عده‌ای تحت تأثیر پروپاگاندای آمریکایی–صهیونیستی در ایجاد دوقطبی‌های کاذب و نیز امیال شخصی، جناحی و فرقه‌ای با برجسته‌سازی مشکلات بی‌تدبیری برخی دستگاه‌ها، درحال حساسیت‌زدایی حافظهٔ تاریخی کشور نسبت به فتنه ۸۸ و خسارت‌های سنگین آن بوده و برخلاف حماسهٔ نهم دی‌ماه در آرزوی فتنه‌آفرینی‌های جدید هستند.» این بیانیه در پایان می‌گوید «فتنه‌سازی‌های آینده را رصد» و درعمل به وصیت روح‌الله خمینی «در پشتیبانی از ولایت فقیه» اجازه نخواهد داد به مملکت آسیبی برسد.»
محمدحسین باقری، رئیس ستاد کل نیروهای مسلح ایران در پیامی به تاریخ ۸ دی ۱۳۹۶ به‌مناسبت سالگرد تظاهرات ۹ دی ۱۳۸۸، آن را حماسه‌ای بزرگ و معنادار توصیف کرد «که بساط فتنهٔ خطرناک پس از انتخابات دهم ریاست‌جمهوری» را درهم پیچید. او پیامدهای انتخابات ریاست‌جمهوری دهم ایران و جنبش سبز را «فتنهٔ ۸۸» نامید که «درحقیقت تهاجم همه‌جانبه به اصل نظام و انقلاب اسلامی با حمایت سردمداران نظام سلطه و صهیونیسم و خیانت و حماقت سران فتنه به‌شمار می‌رود». او بر «پیروی نیروهای مسلح جمهوری اسلامی ایران از دیدگاه‌ها و برنامه‌های رهبری معظم ایران — ولی فقیه و فرماندهٔ کل قوا —» تأکید کرد و بیان داشت که «نگه‌داشتن پرچم بصیرت دشمن‌شناسی، ولایتمداری، وحدت و ایستادگی ملی در هر زمانه‌ای به ویژه در شرایط خطیر کنونی که زمان آبستن فتنه‌های پیچیده‌تر است» ضرورت دارد و در پایان از همهٔ مردم خواست تا «صیانت از هویت و موجودیت ملت و نظام اسلامی و پایداری بر ارزش‌های دینی و انقلابی» را «اولویت اصلی و فراموش‌ناپذیر خود» قرار دهند تا «همچنان پیش‌روندگی و درخشش ایران و ایرانی در جغرافیای عالم استمرار یابد».
رمضان شریف، سخنگو و مسئول روابط عمومی کل سپاه نیز در ۹ دی ۱۳۹۶ به‌مناسبت سالگرد تظاهرات ۹ دی ۱۳۸۸ در بیرجند گفت که همهٔ رویارویی آنان با کسانی که با «گفتمان انقلاب اسلامی، حرکت امام خمینی (ره) و حاکم‌شدن احکام دینی در کشور و پیاده‌شدن شعار اصلی مردم (استقلال، آزادی و جمهوری اسلامی) مخالف بوده» را «یک منظومهٔ ملی و یکپارچه» توصیف نمود.

#### نیروی انتظامی جمهوری اسلامی ایران
نیروی انتظامی جمهوری اسلامی ایران در بیانیهٔ ۸ دی ۱۳۹۶ به‌مناسبت سالگرد تظاهرات ۹ دی ۱۳۸۸، آن رویداد را «حماسهٔ تاریخی ۹ دی‌ماه» و «یوم‌اللهی عظیم در تاریخ انقلاب و میهن اسلامی» نامید و «شکست تاریخی فتنهٔ شیطانی ۸۸ را محصول «بصیرت» و «میثاق امت اسلامی با ولایت» دانست. این بیانیهٔ رسمی، پیامدهای انتخابات ریاست‌جمهوری دهم ایران و جنبش سبز را «فتنهٔ آمریکایی–صهیونیستی ۸۸» توصیف می‌کند که «حادثه‌ای تلخ و درعین‌حال، الهام‌بخش و آموزنده در تاریخ کشور و یادآور تقابل ذاتی و راهبردی انقلاب اسلامی با جبههٔ سلطه و استکبار جهانی» است. در پایان می‌گوید که «انقلاب اسلامی به رهبری ولی فقیه زمان و اتکا به مؤلفه‌های درونی قادر است… پیچیده‌ترین بحران‌ها را مهار و با تبدیل آن به فرصت‌های تاریخی، ارادهٔ خود را به دشمنان تحمیل و آنان را از «هوس خلق فتنه‌های جدید علیه ارزش‌ها و مقدسات دینی، انقلابی و ملی» برحذر دارد.»

#### ارتش جمهوری اسلامی ایران
عبدالرحیم موسوی فرمانده کل ارتش جمهوری اسلامی ایران در پیام ۱۴ دی ۱۳۹۶ به فرماندهٔ کل ناجا گفت اگر لازم می‌شد ارتش هم در برابر معترضان می‌ایستاد، «اگرچه این فتنه کور آن‌قدر حقیر بود که صرفاً با بخشی از توان نیروی انتظامی در نطفه خفه شد اما همان‌طور که بارها اعلام آمادگی کردیم، مطمئن باشید اگر لازم می‌شد همرزمان شما در ارتش جمهوری اسلامی ایران بازو در بازوی دلاوران آن نیروی سربلند رودرروی فریب‌خوردگان شیطان بزرگ می‌ایستادند تا آتش زنندگان بی‌هویت پرچم مقدس ایران سربلند اسلامی، خبر ضربت سیلی محکم انقلاب اسلامی را به گوش اربابان شکست‌خورده خود برسانند.» در پایان او از «قشرها مختلف مردم و آحاد همرزمان فداکارم در نیروی انتظامی قهرمان و برادران بی‌ادعای بسیجِ سپاه پاسداران انقلاب اسلامی» تشکر نمود و «بر آمادگی کامل ارتش جمهوری اسلامی ایران - دست در دست نیروهای مسلح - برای اجرای فرامین فرمانده معظم کل قوا حضرت امام خامنه‌ای (مدظله‌العالی) در هر مأموریت ابلاغی» تأکید نمود.

### نمایندگان مجلس
- علی مطهری نایب رئیس مجلس خواستار توجه دولت به حق اعتراض مدنی و ارائه مجوز تظاهرات و هم‌زمان توجه مردم به قانون و عدم اغتشاش شد. وی طی یادداشتی با عنوان فرهنگ اعتراض نوشت: «این که مردم احساس آزادی می‌کنند و نظر خود را در قالب تجمع یا راه‌پیمایی بیان می‌نمایند یک نقطه مثبت و روشن برای جامعه ما و نظام جمهوری اسلامی است اما این که این اظهارنظرهای جمعی توأم با تخریب اموال عمومی و اخلال در نظم جامعه می‌شود یک نقطه منفی و تاریک است.»[۱۶]
- محمدرضا عارف نماینده و رئیس فراکسیون امید مجلس در پیام توییتری خود نوشت که: «رسیدگی به وضعیت معیشتی مردم عزیزمان وظیفه مسوولین بخصوص دولت و مجلس است و پیگیری این‌گونه مطالبات از سوی مردم با سازوکارهای قانونی حق طبیعی آن‌هاست؛ ولی متوجه باشیم کاری نکنیم که فضای کشور متشنج شود. چون این فضا خواست بدخواهان ملت و کسانی است که به‌دنبال از بین بردن امید مردم هستند.»[۱۷]
- محمد کیانوش‌راد گفت: «اعتراض حق هر شهروند ایرانی است و اعتراض کردن نشانه زنده و پویا بودن این جامعه است؛ اما در فقدان نهادهای مدنی پرقدرت، بروز خواسته‌های مردم بعضاً به صورت غیرقانونی بوده و به عنوان بستری برای سوءاستفاده قرار می‌گیرد.»[۱۸]
- غلامعلی جعفرزاده ایمن‌آبادی، از نمایندگان محافظه‌کاران میانه‌رو هم گفته‌است: «ما همه سوار بر یک قایق هستیم و هرکسی این قایق را سوراخ کند، همه با هم غرق می‌شویم؛ لذا امیدوارم تمام افرادی که فقط می‌گویند دولت را هدف بگیریم و مردم را نسبت به دولت بدبین کنیم، متوجه باشند که مرم فرقی بین دولت، حاکمیت و نظام قائل نیستند.»[۶]
- علاءالدین بروجردی عامل اصلی این تجمعات را اعتراض به تعیین تکلیف نشدن وضعیت سپرده‌هایشان در موسسات مالی دانست.[۱۹]
- محمود صادقی در توییتر خود نوشت «تجمع اعتراض‌آمیز مردم در مشهد و بعضی از شهرها در واقع اعتراض به نابسامانی‌ها و کاستی‌ها در نظام کلان تدبیر و مدیریت کشور در ادوار مختلف است؛ به جای تلاش برای خاموش کردن و سیاسی و جناحی جلوه دادن آن، صدای مردم را بشنویم و برایش چاره اندیشی کنیم.»[۲۰][۲۱] وی در نهم دی نیز گفت راهپیمایی مسالمت‌آمیز و بدون حمل سلاح طبق اصل ۲۷ قانون اساسی نیاز به مجوز ندارد.[۲۲]
- احمد بیگدلی، نماینده خدابنده و از اعضای فراکسیون امید دلیل تجمع‌ها را مشکلات اقتصادی دانست و گفت: «حق آزادی تجمعات به رسمیت شناخته شده و این مسئله در قانون اساسی به صراحت مورد تأکید قرار گرفته‌است.» به نظر وی بخشی از مردم که بیان خواسته‌های خود را مسیر نمی‌دیدند در این روزها از راه‌های مختلف نظر خود را بیان کردند.[۲۲]
- حمیدرضا کاظمی، نمایندهٔ پل‌دختر، گفت پلیس مجبور شد به «هنجارشکنان» شلیک کند. وی بیان داشت که نمی‌توان به افراد «لاابالی» که قصد تخریب اموال عمومی را دارند، گفت آرامش خود را حفظ کنند.[۲۳]

### احزاب و کانون‌ها
- حزب کمونیست کارگری ایران در بیانیهٔ ۹ دی ۱۳۹۶ خود تأکید کرد که از میان شعارهای معترضان «حکومت اسلامی، نمی‌خواهیم، نمی‌خواهیم!»، چکیدهٔ اعتراضاتی است که در طی نزدیک به چهار دهه اعتراضات در جامعه در جریان داشته‌است. این شعار باید در سراسر ایران طنین افکن شود.» این بیانیه در پایان با سه شعار «مرگ بر جمهوری اسلامی!» «آزادی، برابری، حکومت کارگری!» «زنده باد جمهوری سوسیالیستی!» پایان می‌یابد.[۲۴]
- حزب توده ایران در بیانیهٔ ۸ دی ۱۳۹۶ خود می‌گوید که «راه نجات کشور، مبارزهٔ مشترک و سازمان‌یافتهٔ همهٔ نیروهای آزادی‌خواه، ملی و ضددیکتاتوری برای طرد رژیم استبدادی و ضدمردمی ولایت فقیه است.» این بیانیهٔ کمیتهٔ مرکزی حزب تودهٔ ایران تأکید می‌کند که آنان «سال‌هاست بر این عقیده پای می‌فشرد که نظام سیاسی حاکم بر ایران، یعنی نظامی بنا شده بر حاکمیت یک فرد، در مقام «نمایندهٔ خدا برزمین»، و بر فراز کلیهٔ قوانین و دستگاه‌های اجرایی، قانون‌گذار، قضایی، نظامی و انتظامی، نظامی اصلاح‌پذیر نیست و نمی‌توان با استحالهٔ این نظام سیاسی از درون آن حاکمیتی مردم‌سالار را پدیدآورد.»[۲۵]
- حزب کمونیست ایران در اطلاعیهٔ ۷ دی ۱۳۹۶ دربارهٔ تظاهرات علیه گرانی، نوشت که «اعتراضات کارگری و توده‌ای بطور اجتناب‌ناپذیری گسترش پیدا خواهند کرد، چون رژیم هیچ برنامه‌ای برای بهبود زندگی و معیشت مردم در دستور کار ندارد.»[۲۶]
- حزب کار ایران (توفان) در بیانیهٔ ۷ دی ۱۳۹۶ بیان می‌دارد که نکته مهمی که باید بدان توجه کرد «برخی از شعارهای انحرافی است که متأسفانه تظاهرکنندگان فریاد زدند و محافل ارتجاعی داخلی وخارجی نیز آن را برجسته نمودند و به جای همبستگی میان ملل درمنطقه به نفرت ملی و ضد عرب دامن زدند. شعارهای نه غزه، نه لبنان، نه سوریه جانم فدای ایران شعارهای مترقی نیستند و نمی‌توانند باشند.» در پایان تأکید می‌کند که این حزب از «مبارزه برحق مردم مشهد و سراسر ایران علیه گرانی و فقر و بیکاری و پیکار برای مطالبات دمکراتیک و آزادی احزاب و اجتماعات عمیقاً حمایت می‌کند.» و «تنها آلترناتیو برای رهایی از شر نظام گندیدهٔ سرمایه‌داری جمهوری اسلامی، سوسیالیسم است و جز این نیز نیست.»[۲۷]
- حزب کارگزاران سازندگی در ۱۳ دی ۱۳۹۶ بیانیه‌ای صادر نمود: «اعتراض را از آشوب جدا کنیم» و تأکید نمود «کارگزاران سازندگی ایران به عنوان حزبی سیاسی و قانونی به صراحت اعلام می‌کند ضمن اذعان به ضعف‌های ساختاری در اداره کشور همچنان از موضع اصلاح‌طلبی و اعتدال‌گرایی و توسعه‌خواهی، خواهان خویشتن‌داری دولت و حاکمیت و ملت در حوادث اخیر است.»[۲۸]
- حزب دموکرات کردستان ایران و کومله در بیانیه‌ای مشترک ۳۰ دسامبر ۲۰۱۷، بیان کرد که «شعارهای معترضان نشانگر این است که مردم ایران دیگر این رژیم را نمی‌پذیرند و خواهان جایگزینی آن با حکومتی دمکراتیک هستند که پاسخگوی مطالباتشان بوده که عدالت، برابری و حفظ کرامت انسانی و ملی را برایشان به ارمغان بیاورد.» و در پایان از «همه مجامع و سازمان‌های بشردوست و مراکز سیاسی و صلاحیتدار جهانی» خواستار پشتیبانی از «مطالبات برحق مردم ستمدیده ایران» و «فشار بر رژیم ایران» شده‌است.[۲۹]
- حزب دموکرات کردستان با انتشار بیانیه‌ای در ۳۱ دسامبر ۲۰۱۷ عنوان کرد: «تظاهرات کنونی مردم ایران، هم از لحاظ صراحت شعارها و خواست‌های معترضین، هم از نظر شرکت قشرها و طبقات مختلف مردم و همچنین گسترهٔ جغرافیایی و عمومی بودن آن، در مقایسه با اعتراضات سال‌های گذشته، بسیار متفاوت‌تر و بی‌سابقه‌تر است». هم‌چنین در این بیانیه بیان کرد: «حزب دمکرات کردستان، ضمن اعلام حمایت از تظاهرات مردم به‌جان‌آمدهٔ ایران علیه رژیم ستمگر، منحوس و فاسد جمهوری اسلامی، اعمال خشونت نیروهای سرکوبگر در برابر مردم و بازداشت و حصر تظاهرکنندگان را قویاً محکوم می‌نماید.»[۳۰][۳۱] هم‌چنین در ادامه افزود: «از کشورهای دموکراتیک و نهادهای بین‌المللی مدافع دمکراسی و حقوق بشر نیز می‌خواهیم از مردم تحت‌ستم و به‌جان‌آمدهٔ ایران که با دست خالی اما با اراده‌ای مستحکم و با خواست‌هایی مشروع به میدان آمده‌اند و خواستار آزادی و دمکراسی و ابتدایی‌ترین حقوق خویش هستند، حمایت به عمل آورند.»[۳۰]
- مجمع روحانیون مبارز در جلسهٔ شامگاه ۱۱ دی ۱۳۹۶ خورشیدی، به ریاست سید محمد خاتمی، بیانیه‌ای صادر کرد که در آن به «حل مشکلات و تأمین خواسته‌های مردم» با «روش‌های اصلاح‌طلبانه» تأکید شده‌است.[۳۲] در این بیانیه آمده‌است: «حوادث تلخ روزهای اخیر در نقاط مختلف کشور نشان داد که عناصر فرصت‌طلب و عوامل آشوبگر با سوء استفاده از اجتماعات و اعتراضات آرام مردمی با ایجاد آشوب، ناامنی، تخریب اموال عمومی، اهانت به مقدسات دینی و ملی، و حتی قتل انسان‌های بی‌گناه، اهداف پلید دشمنان را دنبال می‌کنند.»[۳۳]
- حزب مردم‌سالاری در بیانیهٔ ۱۳ دی ۱۳۹۶ خود، خواستار «افزایش کارآمدی قوای سه‌گانه برای حل مشکلات مردم» شد و تأکید می‌کند که «حزب مردم‌سالاری اعتقاد دارد حوادث اخیر نه تنها تهدید نیست بلکه یک فرصت است.»[۳۴]
- حزب اعتماد ملی در بیانیه ۱۴ دی ۱۳۹۶ خود با توصیف رویداد به «حرکت اعتراضی بخشی از شهروندان و هموطنان نسبت به شرایط اقتصادی و سیاسی کشورند و برخی شخصیت‌ها و نهادهای حاکمیتی و حکومتی» تأکید می‌کند که «صاحبان قدرت، از صدر تا ذیل، باید بدانند که مسولیت ایجاد شرایط موجود کشور بر عهده آنهاست و همگی باید پاسخگو باشند»، سپس می‌گوید «باید این نظام پالایش و درمان شود، ساختارهای سیاسی معیوب مثل نظام انتخاباتی اصلاح شوند، ساختارهای اقتصادی بسترساز اختلاس‌ها، اصلاح شوند. ساختارهای فرهنگی مشکل‌زا اصلاح گردند و در نهایت شخصیت‌ها و مسئولان سیاسی ناپاک و نالایق کنار گذاشته شوند.»[۳۵]
- کانون نویسندگان ایران بیانیه‌ای به تاریخ ۲ ژانویه صادر کرد، «در جامعه‌ای که اعتراض کردن آزاد نباشد، از آزادی خبری نیست. مردم به همان اندازه که حق اعتراض کردن را به دست می‌آورند، آزادند.» «این حق مردم است که به سختی‌های معیشتی خود، به تبعیض و زندگی زیر خط فقر اعتراض کنند، این حق نویسندگان و هنرمندان است که به سانسور و تیغ حذف و قلع‌وقمع فرهنگی و ده‌ها مشکل دیگر معترض باشند، این حق زنان است که به تبعیض جنسیتی نه بگویند؛ حق جوانان است که در مقابل موانع کار و شادی‌شان معترض باشند. این . . . این حق همگان است که آزادانه صدای اعتراض خود را بلند کنند. مردم در تجمع‌های اعتراضی خود، حق طبیعی و مدنی‌شان را محقق می‌کنند. مقابله با این حق است که ناحق است.»[۳۶]
- کانون مدافعان حقوق بشر: نرگس محمدی، نائب رئیس کانون مدافعان حقوق بشر، روز ۱۴ دی، در بیانیه‌ای بر حق راهپیمایی مسالمت‌آمیز تأکید کرد و اتهام «کشیده شدن رفتار مردم به سوی خشونت»، را متوجه حکومت دانسته‌است. «حکومت، نهادهای مدنی، احزاب و روزنامه‌ها را پایگاه دشمن و فعالان مدنی و سیاسی را مزدور مزد بگیر و تجمعات مسالمت‌آمیز مدنی را اغتشاش نامید و سرکوب کرد. آنچه امروز و فردا خواهیم دید نه دست دشمن و بیگانه که ماحصل تدبیر نابخردانه حکومت است.» در ادامه بیانیه خود، داشتن نهادهای مدنی، اولین و ضروری‌ترین اقدام در رفع بی‌عدالتی و فساد را ممانعت از تصویب لایحه بودجه سال ۹۷ عنوان کرد.[۳۷]
- رضا پهلوی، ولی‌عهد پیشین و سخنگوی شورای ملی ایران در ۸ دی در پیامی در صفحه فیسبوک خود نوشت که «فریاد حق‌طلبانه شما بیانگر آگاهی و دانایی شما است از حقوقتان در اعتراض به ظلم و بی‌عدالتی حاکم بر مملکت. راه چنین است و راهی دیگر جز سر فرود آوردن فرقه تبهکار در مقابل اراده شما نیست.» سپس در صفحهٔ فیسبوک خود نگاشت که «مفتخرم که صدای حق طلبانه شما را می‌شنوم.»[۳۸] همچنین وی در توئیتر خود در سه پست جداگانه به انگلیسی نوشت: رژیم فعلی در ایران هیچ‌گاه تغییر نخواهد کرد. ۳۸ سال زمان داشت تا تعدیل شود اما نشد. به جای آن ثروت کشور را بر باد داد، ایران را به ورطه درگیری‌های خارجی کشاند، و ده‌ها هزار نفر از ایرانیان را برای حفظ قدرت به قتل رساند.[۳۹]
- تشکل‌های مستقل کارگری در ایران (از جمله اتحادیه آزاد کارگران ایران) در یک بیانیه مشترک به تاریخ ۱۸ دی ۱۳۹۶ برخورد حکومت با معترضان، «اعلام جنگی نهایی از سوی حکومت‌گران» به «توده‌های مردم به جان آمده از شرایط فلاکت‌بار موجود» توصیف شده‌است. این بیانیه با اشاره به اینکه اعتراض‌های مداوم و پراکنده، امروزه به «اعتراض‌هایی سراسری و توفنده» بدل شده‌است، اضافه کرد: «هر درجه از سرکوب وحشیانه تر، توده‌های هر چه وسیعتری از مردم ایران را به خیابان‌ها خواهد کشاند و به اعتراض‌های آنان عمق و دامنه بیشتری» خواهد داد.[۴۰]

## واکنش‌های بین‌المللی
- امیر خدیر سیاستمدار ایرانی-کانادایی در ۲ ژانویه در بیانهٔ خود با عنوان «مردم ایران به حمایت ما در مقابل دشمنان نیاز دارند»، نوشت: «اعتراضات جدید نسبت به قدرت فاسد ملاها نشان دهنده خشمِ به حقِ محروم‌ترین قشرهای ملت ایران، به ویژه در شهرهای کارگری و مناطقی است که اقلیت‌های قومی و مذهبی زندگی می‌کنند.» در بخش دیگری از بیانیه خود تأکید کرده‌است: «علاوه بر خشونت‌هایی که از طرف دستگاه سرکوب و شکنجه ملاها وارد می‌شود، خطر مداخله خارجی ایالات متحده و متحدانش، اسرائیل و عربستان سعودی، که از ۲۵ سال پیش تاکنون سیاست بی‌ثباتی در منطقه را ادامه می‌دهند نیز وجود دارد.»[۴۱]
- سناتور جمهوریخواه تد کروز در بیانیهٔ ۹ دی اعلام کرد با مردم ایران که علیه «حکومت سرکوبگر و ظالم» تظاهرات کرده‌اند، اعلام همبستگی می‌کند.[۴۲] برخی اعضای کنگره مانند پل رایان، اورین هچ و تام کاتن نیز دیدگاه‌های همسو با معترضان داشته‌اند.
- آنتونیو گوترش دبیرکل سازمان ملل متحد نیز روز سه شنبه از افزایش آمار کشته‌ها در تظاهرات ضددولتی ایران ابراز تاسف کرد و از جمهوری اسلامی ایران خواست حق تظاهرکنندگان مسالمت‌آمیز را به رسمیت بشناسد.[۴۳]
- اتحادیه اروپا اعلام کرد که وضعیت را در ایران زیر نظر دارد؛ همچنین انتظار دارد حق تجمع مسالمت‌آمیز رعایت شود.[۴۴]
- بیانیه‌ای به نام «فرهیختگان، نویسندگان و آزادگان سوریه» ۱۳ دی/ ۳ ژانویه منتشر شد که در آن از معترضان حمایت نمودند، «از آنجا که ما درخواست‌های زنان و مردان شرکت‌کننده در تظاهرات را درک کرده و چه مطالبات انسانی و چه سیاسی باشند، درخواست‌هایی عادلانه و به حق می‌دانیم، امروز در کنار آزادگانی که در تظاهراتی گسترده به خیابان‌ها آمده و شعار آزادی سر داده و خواستار آزادی نسل‌های جدید از زندان‌های ولی فقیه و شبه‌نظامیان سپاه پاسدارانش شده و درخواست‌هایشان برای کرامت انسانی‌شان را فریاد زده و اصل مشکل منطقه را توضیح می‌دهد، می‌ایستیم.» ۹۲ نفر آن را امضا نمودند از از جمله امضاکنندگان سرشناس این بیانیه برهان غلیون، نوری جراح، جرج صبرا، ریاض نعسان آغا و علی فرزات می‌باشند.[۴۵]

### دولت‌ها
- وزیر مشاور در امور خارجهٔ امارات متحدهٔ عربی، انور قرقاش، ۲۸ دسامبر ۲۰۱۷/ ۷ دی ۱۳۹۶ تأکید کرد که این تظاهرات فرصتی برای حمایت از منافع داخلی و توسعه در ایران است و گفت: «مصلحت منطقه و ایران در ساختنِ درون‌کشوری و توسعهٔ آن است نه در ستیزگی با جهان عرب.»[۴۶]
- رئیس‌جمهور ایالات متحدهٔ آمریکا، دونالد ترامپ بر حمایت از مردم ایران و اعتراض‌شان، تأکید کرد. همچنین، سارا سندرز، سخنگوی کاخ سفید موضع دولت فدرال ایالات متحدهٔ آمریکا را بیان داشت. وزارت خارجه آمریکا پیش از واکنش سندرز نیز، در بیانیه‌ای خواستار حمایت همهٔ ملت‌ها از «خواسته‌های مردم ایران برای حقوق اولیه‌شان» شد.[۴۷]
- وزارت امور خارجه کانادا با انتشار اطلاعیه‌ای در ۳۰ دسامبر از خواسته‌ها و حقوق اساسی مردم ایران حمایت کرد و بیان کرد: «کانادا شاهد است که مردم ایران در حال استفاده از حق اساسی اعتراضِ مسالمت‌آمیز هستند.» «ما از مقامات ایرانی می‌خواهیم حقوق دموکراتیک و انسانی را حفظ کنند و به آن احترام بگذارند.»[۴۸]
- بوریس جانسون، وزیر امور خارجهٔ بریتانیا در توئیتی به تاریخ ۳۱ دسامبر، گفت که «رویدادها در ایران را با نگرانی دنبال می‌کنیم. ضروری است که شهروندان حق اعتراض مسالمت‌آمیز داشته باشند».[۴۹]
- پس از آن که دو عضو کابینهٔ دولت اسرائیل با اعلام حمایت خود از اعتراضات سراسری در ایران در صفحه توییتر خود واکنش نشان دادند، نخست‌وزیر بنیامین نتانیاهو در ۳۱ دسامبر/ ۱۰ دی از اعضای کابینه خود خواست در بیان دیدگاهایشان دربارهٔ اعتراضات ایران محتاط بوده و آن‌ها را به «حداقل» برسانند. گیلاد اردان، وزیر امنیت عمومی اسرائیل پیش از این گفته بود: «معترضان ایرانی شجاعانه در برابر حکومتی که میلیاردها دلار از پول خود را صرف کمک به گروه‌های تروریستی بین‌المللی مانند حماس و حزب‌الله می‌کند، ایستاده‌اند.»[۵۰]
- دولت آلمان در ۳۱ دسامبر/ ۱۰ دی خواستار احترام دولت ایران به حقوق معترضان شده و از تظاهرکنندگان خواست که به صورت مسالمت‌آمیز خواسته‌هایشان را مطرح کنند.[۵۱]
- وزارت خارجهٔ روسیه، در ۳۱ دسامبر/۱۰ دی، توصیه‌هایی را برای اتباع روسیه در ایران ارائه داد که به آن‌ها هشدار داده می‌شود تا از تجمع‌های دسته‌جمعی در ایران در پی تظاهرات‌های مداوم دوری کنند. در بیانیهٔ وزارت خارجهٔ روسیه در صفحهٔ فیسبوکش آمده‌است: «برخی شهرهای ایران، ازجمله تهران، مشهد، اصفهان و رشت، به‌دلیل نارضایتی اجتماعی ایجادشده در جامعه، شاهد تجمعات اعتراضی و درگیری میان معترضان و پلیس است؛ از شهروندان روسی در ایران می‌خواهیم که ضمن حفظ هوشیاری، از محل تجمعات مردم دوری کنند».[۵۲] خبرگزاری اسپوتنیک با عناوینی مانند: «دست داشتن خارجی‌ها در تظاهرات مردمی در ایران» به نقل قول کردن از مقامات ایران پرداخته و به نگرانی وزیر امور خارجه روسیه از دخالت خارجی در ایران اشاره کرده‌است: «مداخله خارجی در اوضاع ایران غیرقابل قبول است.»[۵۳]
- وزارت خارجه نروژ در یک توئیت در ۱ ژانویه اعلام کرد: «تظاهرات در ایران را با نگرانی عمیقی دنبال می‌کنیم. حیاتی است که حقوق اساسی شهروندان برای تظاهرات مسالمت‌آمیز رعایت شود. باید از خشونت و از دست‌رفتن جان‌های بیشتر جلوگیری شود».[۵۴]
- بحرین از شهروندان خود خواسته‌است که به دلیل «ناآرامی‌ها و خشونت گسترده» به ایران «به‌طور دائم و بدون هیچ شرایطی» سفر نکنند. بیانیهٔ وزارت خارجه بحرین در ۱ ژانویه/۱۱ دی از شهروندان خود خواسته که بلافاصله «با مراقبت احتیاط فوق‌العاده» ایران را ترک کند.[۵۵]
- یک مسئول در وزارت امور خارجهٔ مصر در ۱ ژانویه ۲۰۱۸ بیان کرد که «مصر از دخالت در امور هر کشور دیگری اجتناب می‌کند و همیشه از کشورهای دیگر خواسته تا در امور مصر نیز دخالت نکنند.» این مقام مصری اشاره کرد که کشورش امیدوار است تا ثبات و امنیت منطقه بر جای بماند و دوری از سیاست دخالت در امور دیگران و تحریک فتنه و هرج و مرج مدنظر باشد.[۵۶]
- ترکیه در ۲ ژانویه/ ۱۲ دی خواهان اجتناب از دخالت خارجی در این وقایع شده و ابراز امیدواری کرده‌است که تنش بیشتری رخ ندهد.[۵۷]
- سخنگوی وزارت خارجه چین در ۳ ژانویه/۱۳ دی ۱۳۹۶ گفت پکن «گزارش‌ها در مورد وضعیت ایران را رویت کرده» و «امیدوار هستیم ثبات در ایران حفظ شود و این کشور توسعه پیدا کند». روزنامه‌های رسمی چین هم مقاله‌هایی در مورد اعتراضات ایران منتشر کرده‌اند.[۵۸]
- سوریه هرگونه دخالت خارجی در امور داخلی ایران را غیرقابل قبول خواند و ابراز امیدواری کرد که توطئه شکست خواهد خورد.[۵۷]
- نوری المالکی معاون رئیس‌جمهور عراق بیان کرد که اعتراض‌های ایران «یک مسئله داخلی است؛ ولی دشمنان ایران و اذناب آن‌ها برای ایجاد آشوب و بی‌ثباتی در این کشور تلاش می‌کنند.» او با حمایت از حاکمیت ایران و محکومیت «هر نوع دخالت خارجی» خواستار «حفظ آرامش و اتخاذ تدابیر مناسب» «به نفع ملت ایران» شد.[۵۹]
- طبق اعلام وزارت خارجه فرانسه، مقامات فرانسه با دقت تحولات ایران را پیگیری می‌کنند: «حق اعتراض آزادانه و همچنین برخورداری از جریان آزاد اطلاعات، از حقوق اساسی هستند». فرانسه نگرانی خود را نسبت به‌شمار قابل توجه قربانیان و دستگیرشدگان این حوادث نیز ابراز کرد و اعلام کرد «این موضوعات و بطور کلی مسئله احترام به حقوق بشر، در قلب گفتگوها و مراودات ما با مقامات ایرانی طی هفته‌های پیش رو خواهد بود.»[۶۰]
- عبدالملک المخلافی، وزیر امور خارجهٔ یمن در دولت عبد ربه منصور هادی در یک سری از توییت‌های منتشر شده در ۲ ژانویه/ ۱۲ دی در حساب توییتر خود از تظاهرات حمایت نمود و آن را «قیام ایران»(انتفاضهٔ ایرانی) نامید که نیاز مردم این کشور به زندگی در صلح و آرامش با مردم منطقه روشن می‌سازد.[۶۱]
- آنجلینو آلفانو وزیر خارجه ایتالیا در ۲ ژانویه/۱۳ دی گفت که «با بالاترین دقت، اعتراضات و خواسته‌های تظاهرات‌کنندگان در ایران را دنبال می‌کنیم …باید آزادیهای مسالمت‌آمیز برای بیان و تظاهرات در ایران تضمین شود.»[۶۲]
- مارگو والستروم وزیر خارجه سوئد در پیامی گفت: «تظاهرات در ایران را دنبال می‌کنیم. مهم است که از خشونت بیشتر جلوگیری شود. آزادی اجتماع، یک حقِّ اساسی انسانی است». «خشونت رژیم اسلامی باید محکوم شود.»[۶۳]

### سازمان‌ها و احزاب
- سازمان جوامع ایرانیان آمریکایی، گروهی هم‌پیمان با شورای ملی مقاومت ایران در ۳۱ دسامبر ۲۰۱۷ در برابر کاخ سفید گرد آمدند و حمایت خود را از معترضان بیان نمودند.[۶۴]
- گزارشگران بدون مرز ۱۰ دی در فیس‌بوک خود «محدود کردن دسترسی مردم به اینترنت و نرم‌افزارهای کاربردی چون تلگرام و اینستاگرام را از سوی مقام‌های جمهوری اسلامی ایران» را محکوم کرد و آن را «سرکوب آزادی اطلاع‌رسانی و حق دانستن مردم» دانست.[۶۵]
- فدراسیون جهانی جامعه‌های حقوق بشر در ۳ ژانویه ۲۰۱۷/ ۱۳ دی ۱۳۹۶ اعلام کرد که حکومت ایران «باید فوری و بدون قید و شرط کلیهٔ کسانی را که در اعتراض‌های سراسری دستگیرشده‌اند آزاد کند و تحقیقات مستقل و غیر جانبدارانه‌ای را دربارهٔ کلیهٔ اشخاص کشته شده در تظاهرات در پیش بگیرد.»[۶۶]
- حسن نصرالله دبیرکل حزب‌الله لبنان در ۳ ژانویه ۲۰۱۷/ ۱۳ دی ۱۳۹۶ در گفتگو با شبکه المیادین گفت که «مشکل کنونی در ایران مربوط به داخل نظام نیست که جریان‌های مختلف آن به‌طور کامل با یکدیگر متحد شدند، بلکه ناشی از ورشکستگی بانک‌ها و مؤسسه‌ها و تشدید بحران مالی است.»[۶۷]

## چهره‌های سرشناس
- فرح پهلوی، همسر شاه پیشین در پیامی در سومین روز از اعتراض گفت که «نزدیک به ۳۹ سال است که یوغ بیداد و فساد بر گردن می‌کشید و صبورانه منتظر بودید که شاید گردانندگان به عقل آیند و اوضاع تغییر یابد. فشار تباه‌کاری، اختناق و سوء رفتار گردانندگان از یک طرف و ناامیدی از تغییر وضعیت اقتصادی، به آنجا رسیده که اکنون ملت ایران بار دیگر جایگاه خود را در دنیای مترقی امروز طلب می‌کند… اطمینان دارم ملت ایران که هربار چون ققنوس برپا می‌خیزد، این بار نیز بر سختی‌ها فائق خواهد آمد و نور بر تاریکی پیروز خواهد شد.»[۶۸]
- شیرین عبادی حقوق‌دان در گفتگو با خبرگزاری فرانسه تظاهرات اعتراضی مردم را سرآغاز یک حرکت بزرگ دانست و آن را حرکتی به مراتب بزرگ‌تر و وسیع‌تر از جنبشی که پس انتخابات ۱۳۸۸ در ایران سرکوب شد، برشمرد.[۶۹]
- نسرین ستوده حقوق‌دانان و روشنفکران ایران را به حمایت از درخواست‌های مردم فراخواند؛ همچنین نسرین ستوده گفته‌است که اصل ۲۷ قانون اساسی تجمعات صلح‌آمیز را حق مردم می‌داند و برگزاری آن‌ها را منوط به مجوز ندانسته‌است. به این ترتیب، برگزاری تجمعات، به گفتهٔ ستوده، حق قانونی مردم ایران است و این حق باید در عمل به رسمیت شناخته شود.[۷۰]
- محسن رضایی در اظهار نظری هانی طلفاح، برادرزن صدام حسین را به دست داشتن در ناآرامی‌های ایران متهم کرد.[۷۱]
- محمدعلی ابطحی سیاستمدار اصلاح‌طلب که در دوران ریاست جمهوری سید محمد خاتمی رئیس دفتر رئیس‌جمهور بود با اشاره به اغتشاشات اخیر در برخی شهرهای ایران و حمایت بیگانگان از این اغتشاشات گفت: مقامات آمریکایی و اسراییلی و فرح پهلوی و والاحضرت! محمد بن سلمان سعودی و تکفیری‌ها با حمایت‌های کورشان بازهم دشمنی‌شان را با ملت ایران آشکار کردند.[۷۲][۷۳][۷۴]

### هنرمندان
- ابراهیم حامدی (ابی) در کانال خود در شبکه‌های اجتماعی (اینستاگرام و توئیتر) پست‌هایی کوتاه در پشتیبانی از «#تظاهرات سراسری» در شامگاه ۱۰ دسامبر/۹ دی فرستاد، با مضمون «رد شو از ترس و به سایه بگو نه/بگو نه که کوچه گلبارون شه.» در توییتر و با عنوان «سربلندی ملت ایران آرزوی همه ایرانیان است. به امید رهایی از چنگال فقر، بی‌کاری، گرانی و زندان. به امید روزی که کودک کاری وجود نداشته باشد. به امید روزی که نان‌آور خانه سرشکسته و دست خالی نباشد. به امید روزی که جوان ایرانی در همه کشورها جا داشته باشد. به امید روزی که زن ایرانی شجاع نماد ایران آزاد باشد. به امید روزی که بازنشسته ایرانی با خیالی راحت شب را به فردا برساند. به امید رهایی.» در حساب رسمی اینستاگرام خود.[۷۵][۷۶][۷۷][۷۸]
- داریوش اقبالی خواننده اهل ایران، ویدئویی در حساب اینستاگرام خود با عنوان «بخوان با ما سرود فتحِ فردا که فردا می‌رسد با پرچمِ ما» منتشر کرد.[۷۸][۷۹]
- مهناز افشار هنرپیشه اهل ایران در حساب رسمی توییتر خود نوشت: «این صدای مردمِ معترض است و جواب صدای اعتراضشان، باتوم و گاز اشک‌آور نیست.»[۸۰][۸۱]
- گوگوش خواننده و هنرپیشه اهل ایران، پستی باعنوان «نسلی که نخواهد سوخت #فقط_آزادی» در حساب رسمی اینستاگرام خود منتشر کرد.[۷۸]
- شهره صولتی خواننده و هنرپیشه اهل ایران پستی در حساب اینستاگرام خود با عنوان «امیدوارم فریاد اعتراضاتی که این روزها از وطنم (ایران) به گوش می‌رسد نویدی برای فردایی روشن باشد و هر آنچه هموطنان عزیزم بخصوص جوانان خواستار آن هستند همان بشود. این روزها اخبار را دنبال می‌کنم و قلبم همراه با شماست.» منتشر کرد.[۷۸]
- شاهین نجفی خواننده اهل ایران پستی با عنوان «بابا دیگه قرار نیست نون بده_اینجا… هر زن واسه نون جون میده … اوضاع نابسامانی حاکم شده … برخیزید و از آزادی و حق خود دفاع کنید» در حساب اینستاگرام خود منتشر کرد.[۷۸]
- نازنین بنیادی هنرپیشهٔ ایرانی-بریتانیایی پستی با عنوان «هم‌زبان با مردم برخاسته ایران چشم به راه آفتاب‌خیزان باشید.» در حساب رسمی اینستاگرام خود منتشر کرد.[۷۸]
- امین زندگانی هنرپیشهٔ ایرانی در واکنش به اعتراضات و تجمعات، از مسئولان خواست «به حرف جوانانی که مطالباتی دارند نجیبانه گوش دهند».[۸۲]
- حمید جبلی هنرپیشه ایرانی، در حمایت از اعتراضات، تصویری از رویارویی پلیس با مردم که مربوط به همین اعتراضات بود به همراه متنی با مضمون "جواب هم صدایی‌ها پلیس ضد شورش نیست …" در اینستاگرام خود منتشر کرد.[۸۳]
- علیرضا عصار خواننده ایرانی، در بخشی از کنسرت خود که در ۱۱ دی در تهران برگزار شد، گفت: «من همان‌طور که همه شما هم حتماً همین نظر را دارید، موافق برخی از اتفاقات مانند شیشه شکستن و آسیب رساندن به کسی و اموال عمومی نیستم، ولی نظر شخصی من این است و این را از اعماق جانم می‌گویم که حق با مردم است. این حرف را هم فارغ از هر حرف کلیشه و شعاری بیان می‌کنم. واقعاً، واقعاً حق با مردم است و خواهش می‌کنم مسئولین در هر سمتی که هستند، دقت کنند به این موضوع که این مردم حقیقتاً شایستگی‌شان بیشتر از این حرف‌هاست که در کشوری با این همه ثروت اینقدر سخت زندگی کنند.»[۸۴]
- حمید فرخ‌نژاد بازیگر و هنرپیشه اهل ایران، با انتشار طرحی از «الملک یبقی مع الکفر و لایبقی مع الظلم» در اینستاگرام نوشت، مطالبه‌گری و اعتراض حق ماست و خشونت مطالبات را به انحراف می‌کشاند.[۸۱]
- ترانه علیدوستی، بازیگر سینما و تئاتر اهل ایران، در توییتر خود از دست‌اندرکاران خواست که برخورد فیزیکی با مردم را متوقف کنند و خواستار آن شد که معترضان و بازداشت‌شده‌ها در امنیت و در پناه قانون باشند.[۸۱]
- الهام پاوه‌نژاد، بازیگر ایرانی در توییتر خود نوشت که دولتمردان با تدبیر و نه فیلترینگ، امنیت را به مردم برگردانند و «عاشقان ایران» را سربلند و روسفید نگه دارند.[۸۱]
- مهدی کرم‌پور، کارگردان اهل ایران اینطور توییت کرد: «روش‌های خشونت‌آمیز و تخریب اموال عمومی اشتباه است، اما غارت اموال عمومی هم اشتباه است و باید صدای مردم را شنید. او نوشت که فیلترینگ راه حل نیست و از مسئولان خواست با تدبیر با مردم خسته، صادق باشند و نفی خشونت کنند.»[۸۱]
- جعفر پناهی، کارگردان و فیلمساز ایرانی هم در اینستاگرامش از آنچه «لشکرکشی» نیروهای انتظامی و ضد شورش خواند انتقاد کرد و خواستار برگزاری رفراندوم شد. جعفر پناهی در جریان اعتراضات سال ۸۸ بازداشت شده بود و بعد از آن که ممنوع‌الخروج شد به شش سال حبس و ۲۰ سال محرومیت از برخی حقوق اجتماعی محکوم شد.[۸۱]
- هومن سیدی، بازیگر و فیلمساز اهل ایران در اینستاگرامش با اشاره به وضعیت اقتصادی نابسامان مردم از هشتگ حق گرفتنی است و اموال عمومی را تخریب نکنیم استفاده کرده‌است.[۸۱]
- محمود رضوی، تهیه‌کننده سینما و رئیس ستاد انتخاباتی محمد باقر قالیباف در توییتر خود از پخش اخبار بی‌خاصیت و مصاحبه‌های مدل اول انقلاب در صدا و سیما انتقاد کرد و نوشت که صدا و سیما به جای کمک به حل مشکل این روزها بیشتر مخاطبانش را عصبی می‌کند. آقای رضوی نوشت که به جای تلگرام و اینستاگرام باید تلویزیون را فیلتر می‌کردند.[۸۱]
- آناهیتا همتی، بازیگر اهل ایران در اینستاگرامش با انتشار عکسی از اعتراضات خواستار توقف خشونت و تساوی حقوق زن و مرد شد و با هشتگ تسلیت و مادران داغدار با بستگان کشته‌شدگان حوادث اخیر همدردی کرد.[۸۱]
- تهمینه میلانی، فیلم‌نامه‌نویس، کارگردان و معمار ایرانی در واکنش به این اعتراضات اظهار داشت: با تخریب و خشونت مخالفم، اما باور دارم که بی‌شک این صحنه حاصل دخالت و نقشه دشمن نیست. این صحنه یعنی مردم از هر گروه سنی و طبقاتی خشمگین هستند. یعنی نابرابری زن و مرد را برنمی‌تابند. یعنی خواهان احترام به حقوق شهروندی و حقوق فردی خود هستند. یعنی تریبون آزاد برای خواسته‌های برحق خود (گرانی، بیکاری و...) ندارند. یعنی کسی صدای آن‌ها را نمی‌شنود. یعنی انسان‌های آزاده از بی‌عدالتی‌ها به تنگ آمده‌اند. یعنی قصد برهم زدن مرز خودی و غیرخودی دارند. یعنی به سیاست‌های خارجی و داخلی معترضند و خیلی یعنی‌های دیگر.[۸۵]
- فرهاد اصلانی، بازیگرِ تئاتر، سینما و تلویزیون، در واکنش به این اتفاقات در اینستاگرام خود چنین نوشت: "مردم معترضند، مردم زیر بار گرانی و تورم کمرشان خم شده، مردم از فساد اقتصادی و اداری و رشوه خواری و بی‌عدالتی عصبانی‌اند، مردم نگران آینده فرزندانشان هستند، بیکاری و فقر شایسته این مردم نیست از مسئولین مملکت، نمایندگان مجلس و رسانه‌های دولتی خواهشمندم به داد این مردم برسید، پیش از آنکه دیر شود، صدای این مردم را فقط با پلیس و باتوم و زندان و اتهام زنی نمی‌شود پاسخ داد، چاره کار چیز دیگریست!"[۸۵]
- باران کوثری، بازیگر، طراح صحنه و لباس و منشی صحنه ایرانی، با نقل قول از مصطفی تاج‌زاده، یادآوری می‌کند: «اصل ۲۷ قانون اساسی تشکیل اجتماعات اعتراضی را حق ایرانیان می‌خواند…»[۸۵]
- پرستو صالحی بازیگر ایرانی نیز در استوری اینستاگرام خود نوشت: "رفقا این مردمی که این روزها معترضند مردم خودمونن، خسته اند، دلگیرند، اعتمادشون سلب شده، صداشونو نشنیده نگیر، بهشون انگ نزن، درد دلشونو بشنو زیر بار فقر و بیکاری و مشکلات اقتصادی له شدن، والله این مردم نجیب‌ترین مردم جهانند ببینشون، بشنو چی میگن، بفهم چی میخوان فقط همین!!![۸۵]
- حسن فتحی، کارگردان و فیلم‌نامه‌نویس با نقل قول یک جمله از مارتین لوترکینگ نوشت: «هیچ چیز خطرناک‌تر از این نیست که جامعه‌ای بسازیم که در آن بیشتر مردم حس کنند که هیچ سهمی در آن ندارند. مردمی که حس می‌کنند سهمی در جامعه دارند از آن جامعه محافظت می‌کنند، ولی اگر چنین احساسی نداشته باشند، ناخودآگاه می‌خواهند که آن جامعه را نابود کنند.»[۸۵]
- پریناز ایزدیار، بازیگر سینما، تئاتر و تلویزیون، با هشتگ ایران چنین گفت: «اوضاع اقتصادی این روزها برای هیچ‌کس قابل تحمل نیست، کاش به جای خاموش کردن صدای اعتراضات، زودتر فکری به حال دلِ پر از درد این مردم کنید»[۸۵]
- لیلا حاتمی، بازیگر سینما و تلویزیون، در کنفرانس خبری جشنواره فیلم برلین ۲۰۱۸ گفت: «مایلم از این فرصت استفاده کنم تا خشم و اندوه عمیق خودم را ابزار کنم برای معترضان که در ایران با آنها اخیراً برخورد شد. شرم‌آور است که در کشور من مردم تنها به قیمت جان‌شان می‌توانند اعتراض کنند.»[۸۶]

### نویسندگان
- پائولو کوئلیو، نویسنده برزیلی، در توئیتی خطاب به رضا پهلوی پیشنهاد سکوت داد وی گفت:

«خفه شو. ساواک مُرد و اگر تو بار دیگر خواستار یک کودتایی دیگر شبیه به کودتای سال ۱۹۵۳ (۱۳۳۲) توسط سیا شوی، مردم ایران در حمایت از کشورشان گردهم خواهند آمد».
- ایلبر اورتایلی، محقق و مورخ ترک در شبکه اجتماعی خود گفت «ایران به هیچ شکلی، تبدیل به سوریه یا عراق نمی‌شود. چون ایران دارای مدنیت و سنت حکومت داری بسیار قدیمی می‌باشد.» وی علت اصلی این اعتراضات را اقتصاد نفت محور ایران عنوان کرد. اورتایلی پیش‌بینی کرد ترک‌های ایران در صورت گسترش اعتراضات به این جنبش خواهند پیوست، زیرا ترک‌ها می‌گویند که ما ترک هستیم اما ایران از خود ماست و آلت دست آمریکا نخواهند شد.[۸۸][۸۹][۹۰]

### روحانیان
- محسن کدیور در یادداشتی با عنوان «صدای اعتراض مردم» در وبگاهش، این رویداد را «تظاهرات مسالمت‌آمیز مخالفت با سیاست‌های نادرست جمهوری اسلامی» توصیف نمود و بیان کرد که «شعار استقلال، آزادی، جمهوری ایرانی یعنی مردم خواستار اصلاح ساختاری نظام هستند.» او در پایان نوشت که این تظاهرات «می‌تواند شروع دوباره جنبش‌های رهایی‌بخش ملت ایران باشد، به شرط اینکه تظاهرکنندگان از تخریب اموال عمومی اجتناب کنند و رو به آینده دموکراتیک داشته باشد، نه اینکه خسته از استبداد آخوندی مفاسد استبداد وابسته شاهنشاهی را نادیده بگیرد.»[۹۱]
- حسن یوسفی اشکوری در ۹ دی ۱۳۹۶ یادداشتی با عنوان «آخوندا در سه اپیزود» در وبگاهش نشر داد که خاطراتش از سه رویداد انقلاب شاه و ملت، انقلاب ۱۳۵۷ ایران، و اعتراضات ۱۳۹۶ و نقش روحانیان شیعه در آن را یادآوری نمود.[۹۲]
- احمد علم‌الهدی در خطبهٔ دوم نماز جمعهٔ ۸ دی در مشهد، حرم امام رضا بیان داشت که «طبیعی است [رسانه‌های خارجی] «عربده‌کشی یک مشت خائنی» که وسط یک عده مطالبه‌گر برحق آمدند وضعیت مطالبات آنان را ابزار کنند، آن را به‌عنوان صدای ملت در مشهد و نیشابور و کاشمر و بیرجند منعکس کنند اما فریادهای حماسی فردای مردم ما را در سالروز ۹ دی اعتنا نخواهند کرد.» او خواسته‌های مالباختگان را برحق دانست.[۹۳]
- حسین نوری همدانی در ۹ دی گفت که «معتقدیم که مردم خواسته بحقی دارند و ما پشتیبان خواسته‌های مردم هستیم، مردمی که از گرانی، سختی معیشت، بیکاری و مشکلات فراوان زندگی رنج می‌برند، نمی‌توان با سخنرانی و الفاظ و عبارات و آمار مشکل آن‌ها را برطرف کرد.» «در این کشور مالباختگانی هستند که هر روز به ما نامه می‌نویسند و می‌گویند که ما پول خود را به این مؤسسات داده‌ایم و دولت پولی به ما نمی‌دهد، این بانک‌ها از مردم دیرکرد می‌گیرند و ما همیشه گفته‌ایم که این ربا و حرام است، متأسفانه دولت هیچ اقدامی برای مالباختگان نمی‌کند و فقط به فکر خود است.» «اخیراً حرکت‌هایی در شهرها به‌وجود آمده و دشمن خیلی به این حرکات امیدوار شده‌است، ما به مردم می‌گوییم هوشیار باشید و نگذارید عده‌ای ضدانقلاب و ضدنظام که گوش آن‌ها به حرف‌های دشمن است قاطی شما شده و موج‌سواری کنند.»[۹۴]
- ابراهیم رئیسی در ۹ دی در بوشهر گفت که «مردم با مشکلات اقتصادی و معیشتی مواجه هستند باید حتماً این گره‌های مردم گشوده شود و مشکلات معیشتی مردم حل‌وفصل شود. دولت باید به‌گونه‌ای در حل مشکلات اقتصادی و کسب‌وکار مردم عمل کند که مردم روزبه‌روز احساس کنند مشکلات آن‌ها کاهش یافته‌است.» و تأکید کرد «ملت ما اجازه نمی‌دهد خواسته‌های بحق آنان مورد سوءاستفاده دشمن قرار گیرد.»[۹۵]
- اسدالله بیات زنجانی در ۱۴ دی بیان کرد که «وقتی اعتراضی شکل گرفت باید با آن مدارا کرد و این مدارا دو سویه است: یعنی هم نهاد تأمین‌کننده امنیت و هم فرد معترض باید با هم مدارا کنند و اگر این امر محقق نشد، دیگر نامش اعتراض نیست.» او ضمن «توصیه همگان به مدارا»، خواست که اعتراضات به خشونت کشیده نشود و تأکید کرد که «آسیب زدن به اموال عمومی مذموم است و باید از آن دوری جست و از آسیب‌زنندگان فاصله گرفت و نصیحت‌شان کرد». او اشاره کرد که ممکن است این آسیب‌ها به صورت ناخواسته از سوی جوانان معترض باشد.[۹۶]